# Kiss of Fire
Kiss of Fire é um filme de aventura e faroeste estadunidense de 1955 dirigido por Joseph M. Newman e estrelado por Jack Palance e Barbara Rush. O filme é baseado no romance "A Rosa e a Chama" de Jonreed Lauritzen.

## Elenco
- Jack Palance como El Tigre
- Barbara Rush como Princesa Lucia
- Rex Reason como Duque de Montera
- Martha Hyer como Felicia
- Leslie Bradley como Barão Vega
- Alan Reed como Sargento Diego
- Lawrence Dobkin como Padre Domingo
- Joseph Waring como Victor
- Pat Hogan como Chefe Pahvant
- Karen Kadler como Shining Moon
- Steven Geray como capitão do navio Belkin
- Henry Rowland como Acosta